# 꼴찌부터 일등까지 우리반을 찾습니다
《꼴찌부터 일등까지 우리반을 찾습니다》는 1990년에 개봉한 대한민국의 영화이다. 1990년에 개봉하였으나, 1980년대 시대상을 반영한 영화로 간주되기도 한다.
영화에 나오는 학교는 서울에 위치한 배재고등학교, 일신여자상업고등학교, 일성여자상업고등학교에서 협찬을 받아 촬영되었고 촬영 감독은 정일성이 맡았다. 
《행복은 성적순이 아니잖아요》는 청소년 영화라는 장르 안에서 새로운 시도를 했다는 점과, 《꼴찌부터 일등까지 우리반을 찾습니다》는 상업영화에서 청소년 영화라는 대안적인 형식을 시도했다는 점에서 1980년대 한국 청소년 영화라는 장르에서 함께 언급되기도 한다. 
한편, 작품은 흥행성 높은 다른 작품들에 밀려 극장에서 상영작으로 방영되지 못함에 따라 상업적으로는 실패하였다.

## 캐스팅
- 이수일: 구현섭 역 1학년 때 반장이였다는 이유로 임시 반장이 된다. 유경아와 사귄다.
- 유경아 : 지연 역 구현섭과 사귀는 여학생 주인공 역. 국문과를 가고 싶어 했으나 어머니가 음대로 진학 해 피아노를 전공 하도록 강요 한다. 그래서 매달 100만원짜리 대학교수 수업을 듣고 있다. 원래는 공부를 잘했으나 이런 강압적 분위기에 결국 성적이 떨어지다가 그로 인한 스트레스로 자해를 하게 되고, 그 이후 휴학을 하고 요양을 위해  성당에서 생활하게 된다.
- 문성근 : 2학기 담임 신용재역. 음악 선생님이고 최민철 선생님을 대신해 담임으로 부임한다. 참교육을 보여주는 선생님. 반장을 성적 순이 아닌 지원제로 선출 하고 사제 동행 여행을 제안하여 교감의 허락을 받기도 한다.
- 이대로 : 교감 선생님 역. 아이들이 환경 미화로 꾸민 게시판에 통일에 관한 이야기를 적어 놓자 지금은 반공 할 때 라고 이야기 하고 수업태도가 불량인 학생 둘을 불러내 서로 뺨을 때리게 한다.
- 이도련 : 최민철 역 1학기 담임 청소년 성장 드라마에 늘 나오는 공부해라 공부만이 살길이고 나머진 다 죽음이다를 시전 하는 전형적 선생님. 학기 시작 하자 마자 등수대로 아이들을 자리 배치 시키고 점심시간에 밥 먹는 아이들 한테 잔소리를 퍼붓다가 농구공을 들고 들어온 학생을 공부안한다고 타박 한다. 그리고 학생증을 잃어 버렸다는 학생에게 그건 너네 반 담임에게 물어야지 하면서 화를 낸다.( 실은 자기 반 학생이다.) 방학 중 교통사고로 입원하게 된다.
- 박용수 : 사회 선생 역
- 맹지열 : 백승재역. 별명은 악마다. 부자집 도련님이나 부모가 늘 바빠서 외로움에 방황을 한다. 미대 지망생이고 선데이 서울이라는 지라시를 만들어 돌려 보다가 걸렸는데 담임이 조용히 넘어 가준다. 거기서 미대 전공을 살려 누드화를 그렸다.  외제차를 끌고 다닌다. 나이트(서초동 벤츠600)에서 만난 박선영과 모텔로 갔고 그 이후 경찰서에서 승재의 부모님이 박선영의 아버지에게 돈봉투를 주고 합의를 하는 걸로 봐선 꽃뱀에 걸린 듯 하다.  이 사건으로 부모가 외국 유학을 보내려 한다. 이후 농땡이 클럽이 포장마차에서 한잔 하는데 들어와 소주 한잔을 하면서 세상이 무섭다고 털어 놓는다.
- 박선영  : 나이트 클럽에서 승재랑 부킹하는 여대생 역. 나중에 경찰서에서 승재 부모와 박선영 역 아버지 사이에 돈봉투가 전달 되는걸로 봐서 꽃뱀 비슷한거에 당한게 아닌가 한다.
- 홍성민 : 라면 아버지 역. 여인숙을 운영하고 있다. 아들의 성적이 안좋은걸 알고 진작에 공부 시키는 건 포기 한 듯 하다. 여인숙 일을 도우라고 하지만 아들은 반항을 한다. 현재 아들인 라면(별명인듯하다)의 배역이 누군지 몰라 여기다 적는데 아들은 우등생인 아이와 함께 친구 이고 둘이서 한 여자(미선)와 세명이 모여 데이트를 즐기곤 한다. 그러다 시험에서 컨닝을 하다가 선글라스를 끼고 신문을 보는 척 하면서 감독을 하던 영어 선생님한테 걸려 끌려 나간다.
- 주호성 : 영어 선생님역 출석부에 동전을 던져 걸린 번호를 칠판에 적고 아이들에게 영어 읽기를 시킨다.
- 김석옥  : 선미 어머니역. 2남1녀의 어머니이고 첫째는 고등학교를 수석으로 졸업하고 대학을 가서 맨날 술을 마시고 들어와도 살려 준다 한다. 둘째는 어정쩡한 성적의 소유자고 늘 형이나 여동생과 비교 하며 열등 의식을 느끼게 한다.  둘째는 라면의 친구이며 학원등록 때 볼펜을 빌려준 인연으로 알게 된 미선이와 사귄다. 사제 동행 여행을 다녀와 동생의 우유를 강제로 뺏어 마시다가 반항하는 동생에게 손찌검을 하는 둘째를 타박해서 외박을 하게 만든다. 딱히 둘째 아들에게 나쁜 것만은 아닌게 미선네에서 외박을 하고 온 다음날 도시락을 싸가지고 학교에 온다.
- 정재순  : 지연 어머니 역 현섭이 지연에게 전화를 했을 때 피아노 레슨을 받으러 갔다고 거짓말을 하다가 딸에게 들켜 말다툼을 하게 된다. 지연이는 이 일 때문에 결국 자해를 하게 된다.
- 이성용
- 서희승
- 신철진
- 박용팔
- 이석구
- 나갑성
- 길달호
- 나한일 : 체육 선생님 역 (특별출연) 선도부 교사 역할을 충실히 한다. 갑자기 들어와서 학생을 담배 폈다고 끌고 나가고 수업 중 들어와서 두발 검사를 한다면서 학생들 머리를 그대로 잘라 버린다. 2학기에 임명된 반장이 반 티를 제작해 돌리다가 교내 영업 행위로 걸릴 때  끌고 나가기도 한다.

## 수상
- 1990년 제1회 춘사영화상
  - 신인감독상 - 황규덕
- 1991년 제11회 한국영화평론가협회상
  - 신인감독상 - 황규덕